# أديليا أرمسترونغ لوتز
أديليا أرمسترونغ لوتز (بالإنجليزية: Adelia Armstrong Lutz)‏ هي رسامة أمريكية، ولدت في 25 يونيو 1859 في مقاطعة جيفرسون في الولايات المتحدة، وتوفيت في 17 نوفمبر 1931 في نوكسفيل في الولايات المتحدة.

## معرض صور

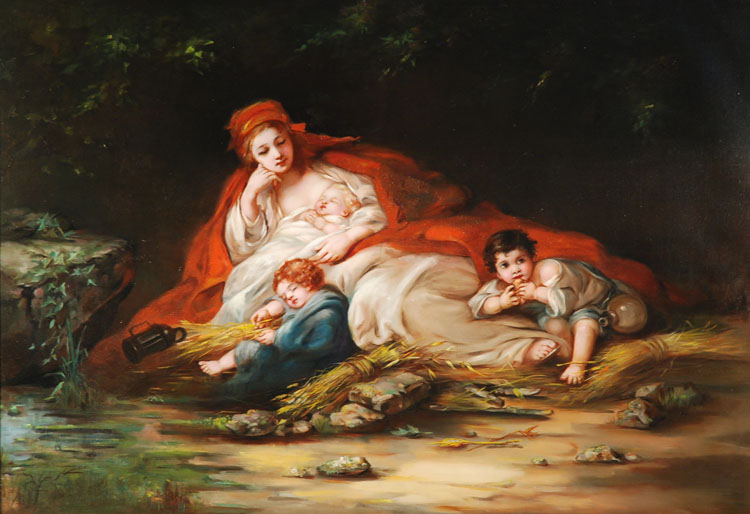
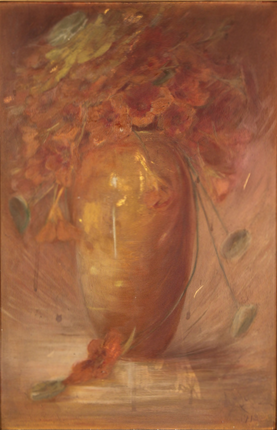
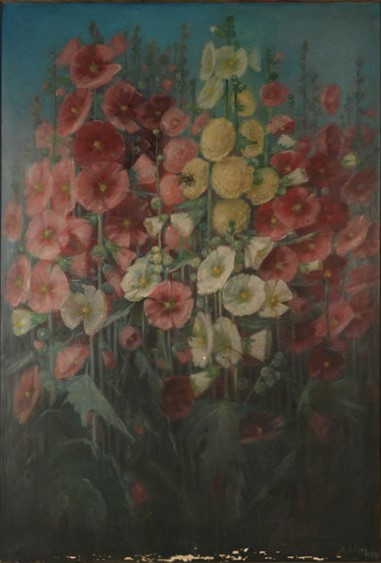
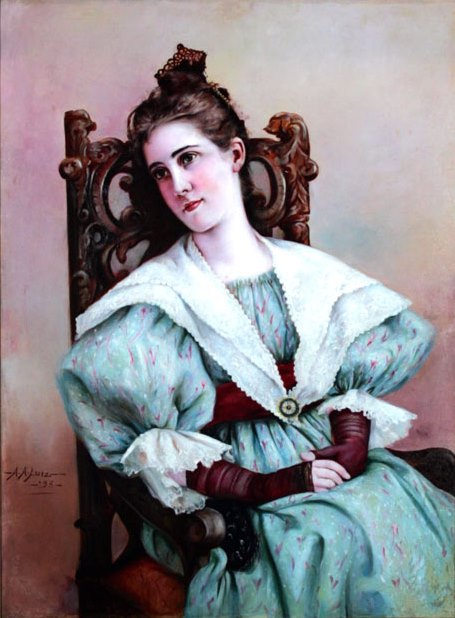